# Campeonato Mundial de Taekwondo de 2013
El XXI Campeonato Mundial de Taekwondo se celebró en Puebla (México) entre el 14 y el 21 de julio de 2013 bajo la organización de la Federación Mundial de Taekwondo (WTF) y la Federación Mexicana de Taekwondo.
Las competiciones se realizaron en las instalaciones del Centro Expositor de la ciudad mexicana. Participaron en total 868 atletas de 134 federaciones nacionales afiliadas a la WTF.

## Medallistas

### Masculino
| Evento         | Oro                          | Plata                      | Bronce                                                        |
| -------------- | ---------------------------- | -------------------------- | ------------------------------------------------------------- |
| –54 kg (18.07) | Kim Tae-Hun Corea del Sur    | Hsu Chia-Lin China Taipéi  | Jerranat Nakaviroj · Tailandia · Husein Sherif · Egipto       |
| –58 kg (15.07) | Cha Tae-Moon Corea del Sur   | Hadi Mostean Loron Irán    | Damián Villa Valadez · México · Guilherme Dias Alves · Brasil |
| –63 kg (20.07) | Lee Dae-Hoon Corea del Sur   | Abel Mendoza Mora · México | Wei Chen-Yang China Taipéi Stevens Barclais Francia           |
| –68 kg (17.07) | Behnam Asbaghi Khanghah Irán | Kim Hun Corea del Sur      | Balla Dièye · Senegal · José Antonio Rosillo · España         |
| –74 kg (16.07) | Uriel Adriano Ruiz · México  | Albert Gaun · Rusia        | Kim Yoo-Jin Corea del Sur Saifedin Trabelsi Túnez             |
| –80 kg (21.07) | Tahir Güleç · Alemania       | René Lizárraga · México    | Anton Kotkov · Rusia · Nicolás García Hemme · España          |
| –87 kg (19.07) | Rafael Alba Castillo · Cuba  | Ma Zhaoyong China          | Yasin Trabelsi Túnez Radik İsayev Azerbaiyán                  |
| +87 kg (19.07) | Anthony Obame Gabón          | Sayad Mardani Irán         | Ivan Trajkovič · Eslovenia · Robelis Despaigne · Cuba         |

### Femenino
| Evento         | Oro                            | Plata                         | Bronce                                                   |
| -------------- | ------------------------------ | ----------------------------- | -------------------------------------------------------- |
| –46 kg (15.07) | Kim So-Hui Corea del Sur       | Anastasiya Valuyeva · Rusia   | Ren Dandan China Fadia Farhani Túnez                     |
| –49 kg (16.07) | Chanatip Sonkham Tailandia     | Dana Haider Turan Jordania    | Lucija Zaninović · Croacia · Yania Aguirre Crespo · Cuba |
| –53 kg (18.07) | Kim Yu-Jin Corea del Sur       | Ana Zaninović · Croacia       | Yamisel Núñez Valera · Cuba · Floriane Liborio · Francia |
| –57 kg (20.07) | Kim So-Hee Corea del Sur       | Mayu Hamada Japón             | Anna-Lena Frömming · Alemania · Eva Calvo Gómez · España |
| –62 kg (21.07) | Carmen Marton Australia        | Kim Hwi-Lang Corea del Sur    | Rabia Güleç · Alemania · Nina Kläy · Suiza               |
| –67 kg (17.07) | Haby Niaré Francia             | Chuang Chia-Chia China Taipéi | Fəridə Əzizova Azerbaiyán Franka Anić Eslovenia          |
| –73 kg (19.07) | Glenhis Hernández Horta · Cuba | Lee In-Jong Corea del Sur     | Jasmine Vokey · Canadá · Casandra Ikonen · Suecia        |
| +73 kg (18.07) | Olga Ivanova · Rusia           | Briseida Acosta · México      | Anne-Caroline Graffe Francia Ana Bajić Serbia            |

## Medallero
| Núm. | País          | Oro | Plata | Bronce | Total |
| ---- | ------------- | --- | ----- | ------ | ----- |
| 1    | Corea del Sur | 6   | 3     | 1      | 10    |
| 2    | Cuba          | 2   | 0     | 3      | 5     |
| 3    | México        | 1   | 3     | 1      | 5     |
| 4    | Rusia         | 1   | 2     | 1      | 4     |
| 5    | Irán          | 1   | 2     | 0      | 3     |
| 6    | Francia       | 1   | 0     | 3      | 4     |
| 7    | Alemania      | 1   | 0     | 2      | 3     |
| 8    | Tailandia     | 1   | 0     | 1      | 2     |
| 9    | Australia     | 1   | 0     | 0      | 1     |
| 9    | Gabón         | 1   | 0     | 0      | 1     |
| 11   | China         | 0   | 2     | 1      | 3     |
| 12   | China Taipéi  | 0   | 1     | 1      | 2     |
| 12   | Croacia       | 0   | 1     | 1      | 2     |
| 14   | Japón         | 0   | 1     | 0      | 1     |
| 14   | Jordania      | 0   | 1     | 0      | 1     |
| 16   | España        | 0   | 0     | 3      | 3     |
| 16   | Túnez         | 0   | 0     | 3      | 3     |
| 18   | Azerbaiyán    | 0   | 0     | 2      | 2     |
| 18   | Eslovenia     | 0   | 0     | 2      | 2     |
| 20   | Brasil        | 0   | 0     | 1      | 1     |
| 20   | Canadá        | 0   | 0     | 1      | 1     |
| 20   | Egipto        | 0   | 0     | 1      | 1     |
| 20   | Senegal       | 0   | 0     | 1      | 1     |
| 20   | Serbia        | 0   | 0     | 1      | 1     |
| 20   | Suecia        | 0   | 0     | 1      | 1     |
| 20   | Suiza         | 0   | 0     | 1      | 1     |
|      | TOTAL         | 16  | 16    | 32     | 64    |